# Marine co-belligérante italienne

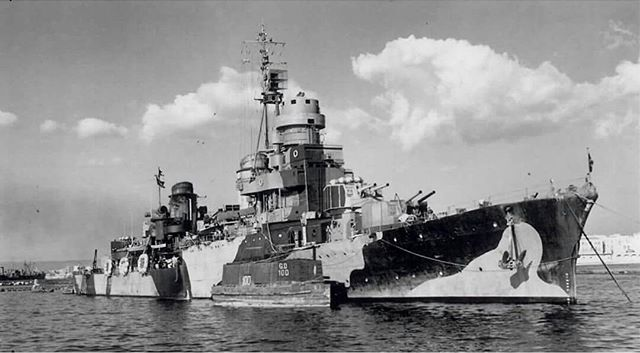
Le croiseur léger Scipione Africano en octobre 1943.

La marine co-belligérante italienne (Marina Cobelligerante Italiana), ou marine du Sud (Marina del Sud) ou marine royale (Regia Marina), est la marine des forces royalistes italiennes combattant aux côtés des Alliés dans le sud de l'Italie après l'armistice de Cassibile le 3 septembre 1943. Les marins italiens qui combattent pour cette marine ne se battent plus pour le dictateur italien Benito Mussolini, mais pour le roi Victor Emmanuel et le maréchal d'Italie Pietro Badoglio qui ont chassé Mussolini du pouvoir.
La marine italienne joue un rôle important une fois l'armistice signé. Neuf croiseurs, 33 contre-torpilleurs, 39 sous-marins, 12 torpilleurs, 20 escorteurs, trois mouilleurs de mines, et le transport d'hydravions Giusseppe Miraglia constituent la marine italienne co-belligérante. Les deux cuirassés modernes de la classe Littorio sont détenus par les Alliés dans les eaux égyptiennes, tandis que les trois anciens cuirassés sont autorisés à servir de navires-écoles. Il faut ajouter quatre escadrons d'hydravions des Forces aériennes (Regia Aeronautica).
Au sein de la marine co-belligérante, les groupes « Mariassalto », perpétuent l'héritage du groupe de nageurs de combat Decima Flottiglia MAS du côté allié et la brigade « San Marco », sont les premières forces alliées à entrer dans la ville de Venise.